# Automatische Sensorreinigung
Als automatische Sensorreinigung (auch: Anti-Staub-System, Staubschutzsystem; englisch Dust Removal System, Dust Reduction System) bezeichnet man Technologien, die bei digitalen Spiegelreflexkameras (SLRs) das Problem von Staubablagerungen auf dem Bildsensor lösen sollen.

## Staubablagerung
Bei jedem Objektivwechsel besteht die Möglichkeit, dass Staub oder andere Fremdpartikel ins Kameragehäuse gelangen und sich auf dem Bildsensor (d. h. auf dem davor angebrachten Filterglas) ablagern. Doch selbst wenn die Kamera nicht geöffnet wird, können kleinste Partikel im Kamerainneren freigesetzt werden und am Sensor haften bleiben. Dies kann durch mechanischen Abrieb von beweglichen Bauteilen (beispielsweise von Verschluss oder Rückschwingspiegel) verursacht werden. Bei Zoomobjektiven kann, je nach Bauart, bei Betätigen des Zooms Luft und somit auch Staub ins Innere der Kamera gesaugt werden. Bei Objektiven ohne Innenfokussierung kann dies auch durch die Entfernungseinstellung geschehen.
Bei SLRs, die mit Film arbeiten, stellt das kaum ein Problem dar, da die Verschmutzungen mit dem Film weiter transportiert werden und sich nicht mit der Zeit ansammeln. Anders bei digitalen SLRs: Lagern sie sich auf dem Sensor ab, können selbst mikroskopisch kleine Partikel von 0,1 mm Größe auf allen danach aufgenommenen Bildern als graue Flecken sichtbar werden. Reinigungsversuche mit handelsüblichen Reinigungskits bergen immer die Gefahr, den Sensor zu beschädigen. Es bleibt also oft nur die – meist kostenpflichtige – Nutzung des Herstellerservice zur Sensorreinigung.
Staubpartikel können aus zwei Gründen auf dem Sensor haften bleiben: durch elektrostatische Aufladung und durch intermolekulare Anziehungskräfte.

### Staubpartikelablagerung durch elektrostatische Aufladung
Verschmutzungen auf dem Bildsensor bestehen größtenteils aus Partikeln von etwa 1 µm (0,001 mm) Größe, die durch statische Aufladung anhaften. Die Partikel tragen eine positive elektrische Ladung, der Sensor dagegen ist negativ geladen, beide ziehen sich also gegenseitig an. Eine ähnliche Erscheinung lässt sich auf der Oberfläche von CRT- oder LCD-Monitoren beobachten.

### Staubpartikelablagerung durch molekulare Anziehungskräfte
Die Anziehungskräfte zwischen Molekülen sind zwar nicht so stark wie die elektrostatischen. Aber sie reichen aus, um mikroskopisch kleine Partikel, wie zum Beispiel Feuchtigkeitstropfen, auf der Sensoroberfläche festzuhalten. Anders als bei elektrostatischer Ladung hilft hiergegen keine Erdung. Da die Moleküle sehr eng an der Adhäsionsoberfläche haften, sind sie auch schwerer durch Staubschutzsysteme zu entfernen. Allerdings tritt dieses Problem selten auf.

## Funktionsweise
Allgemein basiert die automatische Sensorreinigung darauf, dass möglicher Staub auf dem Sensor der DSLR durch hochfrequente (z. B. EOS Integrated Cleaning System) Vibrationen „abgeschüttelt“ wird. Dabei bedienen sich verschiedene Hersteller unterschiedlicher Methoden.

## Hersteller
Das Problem der Staubablagerung auf Bildsensoren von digitalen SLRs wurde zuerst von Olympus in Angriff genommen. Olympus stattete bereits 2003 seine erste D-SLR, die E-1, mit seinem Supersonic Wave Filter aus. Andere Hersteller wie Canon, Pentax und Sony folgten mit ihren Eigenentwicklungen. Panasonic und Leica hingegen nutzen das Olympus-Staubschutzsystem.

## Probleme
Dadurch, dass der Staub mithilfe elektrostatischer Aufladung am Sensor haften bleibt, ist es nicht immer möglich alle Partikel komplett zu entfernen. Außerdem verbleiben vom Sensor entfernte Partikel weiterhin im Gehäuse und können sich erneut anhaften. Beim Olympus-Staubschutzsystem Supersonic Wave Filter hingegen wird entfernter Staub in einer extra dafür vorgesehenen Staubfang-Einheit gesammelt.